# Menhir de Pierrelaye
Le menhir de Pierrelaye, appelé aussi la Pierre Lée, est situé près du hameau de Pierrelaye sur la commune de Villy-Bocage, en France, dans le département du Calvados.

## Description
Le menhir se situe dans un petit vallon bordé de bois, à quelques mètres de la rive gauche d’un ruisselet. En aval, se trouve le hameau de Pierrelaye dont le nom est en relation avec ce mégalithe.
Cet endroit est attesté sous la forme latinisée Petra levata en 1224.
L'élément -laye ou lée qui qualifie un grand nombre de mégalithes est issu du gallo-roman *LEVATA, participe passé de LEVARE > lever et signifie donc « pierre levée » ou LATA « large », d'où le sens de « large pierre » (cf. Pierrelez, Pierrelaye (Eure), Pierrelatte et occitan peiralada que l'on retrouve dans le nom du château de Peyrelade). 
Il s’agit d’un bloc imposant de schiste mesurant environ 3 mètres de haut et 2 mètres de large. Son épaisseur moindre lui donne l’aspect d’une aiguille quand il est vu de profil.

## Protection
Le menhir de Pierrelaye ou Pierre Lée fait l’objet d’un classement au titre des monuments historiques depuis le 12 avril 1951.